# فرودگاه کوسامو
فرودگاه کوسامو  (به انگلیسی: Kuusamo Airport) (به زبان بومی: Kuusamon lentoasema) یک فرودگاه همگانی مسافربری با کد یاتا KAO است که یک باند فرود آسفالت دارد و طول باند آن ۲۵۰۰ متر است. این فرودگاه در کشور فنلاند قرار دارد و در ارتفاع ۲۶۴ متری از سطح دریا واقع شده است.

## شرکت‌های هواپیمایی و مقصدهای پروازی
| شرکت‌های هواپیمایی                       | مقصدهای پروازی                           |
| --------------------------------------- | ---------------------------------------- |
| فن‌ایر                                   | هلسینکی                                  |
| فن‌ایر اجرا توسط نوردیک رجیونال ایرلاینز | فصلی: هلسینکی                            |
| Helvetic Airways                        | فصلی: زوریخ                              |
| لوفت‌هانزا                               | فصلی: فرانکفورت (آغاز از ۲۳ دسامبر ۲۰۱۷) |
| Thomson Airways                         | چارتر فصلی: گاتویک، منچستر               |
| ترانساویا.کام                           | چارتر فصلی: اسخیپول آمستردام             |
| Windrose Airlines                       | فصلی: بوریسپیل                           |